# Courseulles-sur-Mer
Courseulles-sur-Mer è un comune francese di 4 244 abitanti situato nel dipartimento del Calvados nella regione della Normandia.

## Società

### Evoluzione demografica
Abitanti censiti